# Dreptul Regatului Unit

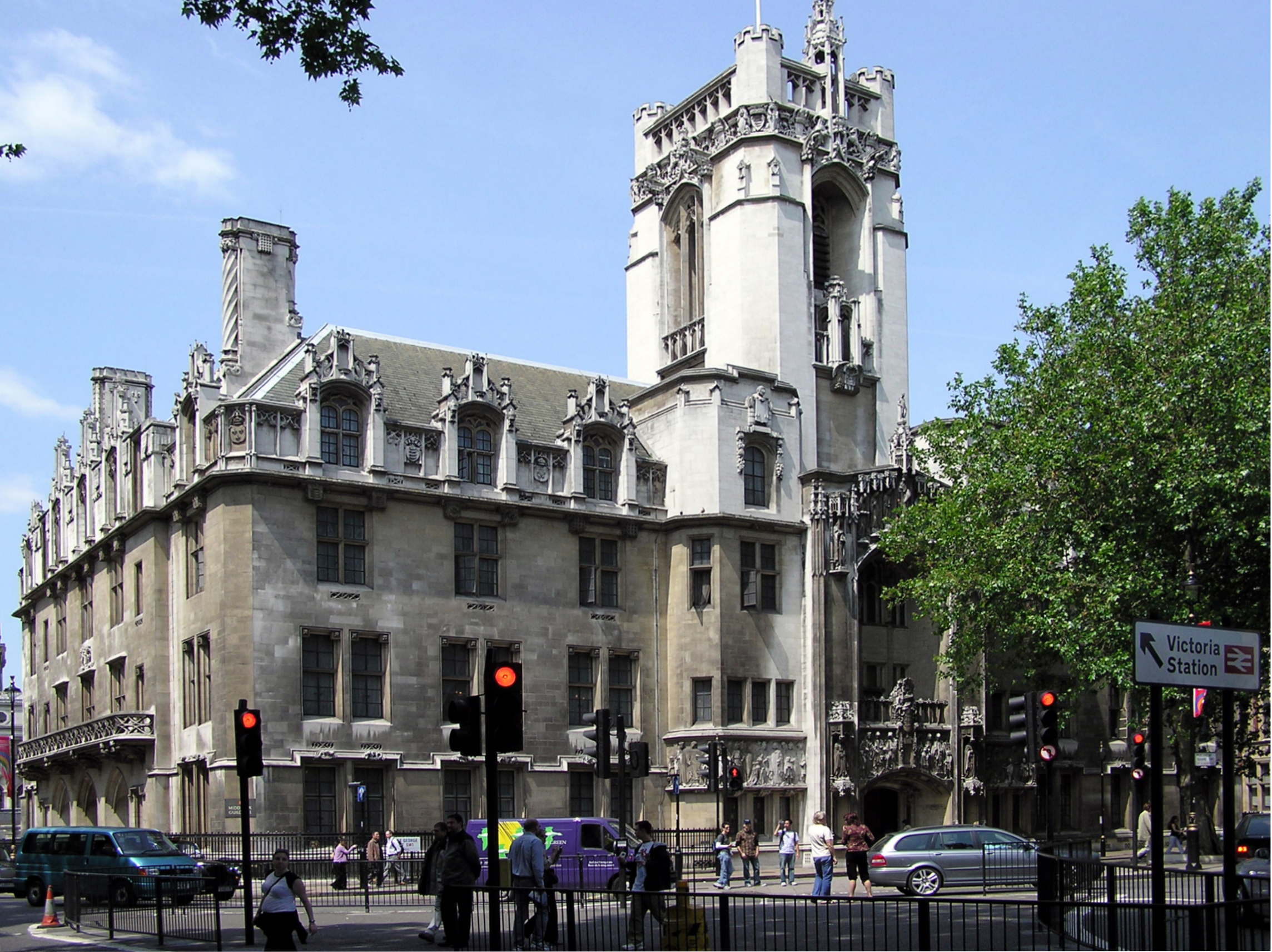
Middlesex Guildhall este sediul Curții Supreme a Regatului Unit

Sub-național, Regatul Unit dispune de patru sisteme legale, fiecare derivând dintr-o anumită zonă geografică și pentru o varietate de motive istorice: dreptul englez, dreptul scoțian și dreptul Irlandei de Nord. Începând cu 2007, ca urmare a adoptării Legii Guvernului din Țara Galilor din 2006 de către Parlament, există și un drept pur galez. Cu toate acestea, spre deosebire de celelalte trei legi, acesta nu este un sistem juridic separat în sine, fiind doar legislația primară și secundară generată de Adunarea Națională pentru Țara Galilor, interpretată în conformitate cu doctrinele dreptului englez și care nu are impact asupra dreptului comun englez (cu excepția cazului în care o astfel de legislație galeză renunță la o regulă de drept comun prin faptul că este o formă de drept superioară). Există o suprapunere substanțială între aceste trei sisteme juridice și cele trei jurisdicții legale ale Regatului Unit, acestea fiind Anglia și Țara Galilor, Scoția și Irlanda de Nord. Fiecare sistem juridic implicit pentru fiecare jurisdicție, iar sistemele judecătorești ale fiecărei jurisdicții continuă sistemul relevant de drept prin jurisprudență. În dreptul privat, este posibil ca persoanele din anumite jurisdicții să utilizeze legea altor jurisdicții, de exemplu, o companie din Edinburgh, Scoția și o companie din Belfast, Irlanda de Nord, să poată contracta în dreptul englez. Acest lucru nu este aplicabil în dreptul public (de exemplu, dreptul penal), unde există reguli de procedură stabilite în fiecare jurisdicție. Supravegherea acestor sisteme este dreptul Regatului Unit adesea prescurtată drept britanic. Legea britanică apare atunci când legile se aplică Regatului Unit și / sau cetățenilor săi în ansamblu, cel mai mult, în mod evident, drept constituțional, dar și în alte domenii, de exemplu dreptul fiscal.
Regatul Unit nu are un sistem juridic unic, deoarece a fost creat de uniunea politică a țărilor anterior independente. Articolul 19 din Tratatul Uniunii, pus în aplicare de Actele Uniunii în 1707, a creat Regatul Marii Britanii, dar a garantat existența continuă a sistemelor juridice separate ale Scoției și Angliei. Actele Uniunii din 1800, care au combinat Marea Britanie și Irlanda cu Regatul Unit al Marii Britanii și Irlanda, nu conțineau dispoziții echivalente, dar păstrau principiul diferitelor instanțe care aveau să aibă loc în Irlanda, din care partea numită Irlanda de Nord rămâne parte din Regatul Unit.
Curtea Supremă a Regatului Unit este cea mai înaltă instanță din țară pentru toate cauzele penale și civile din Anglia și Țara Galilor și Irlanda de Nord, precum și pentru toate cazurile civile din dreptul scoțian. De asemenea, Curtea Supremă este instanța finală (în sensul normal al termenului) pentru interpretarea dreptului Regatului Unit. Rețineți, totuși, că spre deosebire de alte sisteme (de exemplu America), Curtea Supremă nu poate stabili statutele, iar cazurile sale pot fi supravegheate în mod expres de către Parlament, în virtutea doctrinei suveranității parlamentare. Curtea Supremă a luat ființă în octombrie 2009, înlocuind Comitetul de Apel al Camerei Lorzilor. În Anglia și Țara Galilor, sistemul instanțelor este condus de instanțele superioare din Anglia și Țara Galilor, formate din Curtea de Apel, Înalta Curte de Justiție (pentru cauze civile) și Curtea Coroanei (pentru cauze penale). Curțile Irlandei de Nord urmează același model. În Scoția, instanțele principale sunt Court of Session, pentru cauze civile, și High Court of Justiciary, pentru cauze penale. Sheriff court nu au un echivalent în afara Scoției, deoarece se ocupă atât de cazurile penale, cât și de cele civile.
Comitetul judiciar al Consiliului Privat este cea mai înaltă curte de apel pentru mai multe țări independente ale Comunitatea Națiunilor, teritoriile britanice de peste mări și dependențele Coroanei Britanice. Există, de asemenea, instanțe de imigrare cu jurisdicție în toată Marea Britanie - Tribunalul pentru azil și imigrație (nu este deschis) și Comisia specială de apel pentru imigrație. Tribunalele pentru ocuparea forței de muncă și Tribunalul de apel pentru ocuparea forței de muncă au jurisdicție în toată Marea Britanie, dar nu și în Irlanda de Nord.
Dreptul Uniunii Europene este transpus în mod activ în sistemele juridice ale Regatului Unit în cadrul puterii legale a parlamentului britanic, în îndeplinirea obligațiilor sale de tratat UE, nu în mod inerent prin acte ale Parlamentului Uniunii Europene.

## Legături externe
- UK Government Legislation portal